# Fabrizio Zanotti
Arnaldo Fabrizio Zanotti (Asunción, Paraguay; 21 de mayo de 1983) es un golfista profesional paraguayo que juega en el European Tour.

## Primeros años
Zanotti nació en la capital paraguaya, Asunción. Fue el golfista amateur mejor clasificado de Paraguay durante seis años consecutivos.

## Carrera profesional
Zanotti se convirtió en profesional en 2003. En 2006, Zanotti ganó la Orden de Mérito del Tour de las Américas con la victoria en la final de la temporada, el Abierto Mexicano. El torneo también fue el segundo evento del calendario del Challenge Tour 2007, y la victoria le permitió unirse al tour por el resto de la temporada. Terminó la temporada en el puesto 11 en el ranking del Challenge Tour para graduarse al máximo nivel, el European Tour, en el 2008.
En su temporada de novato en el European Tour, Zanotti terminó en el puesto 153 en la Orden del Mérito y perdió su lugar en el tour. Sin embargo, recuperó su tarjeta para 2009 al finalizar en el puesto 16 al final de la escuela de clasificación de final de temporada. Ha mantenido su tarjeta desde entonces, con su mejor resultado en el puesto 25 en la Carrera a Dubai en 2017.
Zanotti ganó su primer evento del Tour Europeo en el Abierto Internacional BMW 2014. La victoria convirtió a Zanotti en el primer paraguayo en ganar en el Tour Europeo. Además, finalizó tercero en el Madeira Islands Open, quinto en el Lyoness Open, noveno en el Alstom Open y décimo en el BMW Masters. En 2015 terminó segundo en el British Masters, tercero en el Open d'Italia, cuarto en el KLM Open y séptimo en el Nordea Masters.
Su segunda victoria en el Tour Europeo llegó en el Campeonato de Maybank en febrero de 2017. Anotó una ronda final de 63, incluido un birdie-eagle, para vencer a David Lipsky por un golpe. Zanotti había comenzado la ronda final a seis golpes del líder, pero un birdie en el hoyo 71 lo llevó a lo más alto de la clasificación por primera vez en toda la semana. La victoria colocó a Zanotti nuevamente dentro del top 100 del ranking mundial.
En los Juegos Panamericanos de 2019, Zanotti ganó la medalla de oro en la competencia individual masculina y medalla de plata en la competencia por equipos mixtos con Carlos Franco, Julieta Granada y Sofia García.

## Victorias profesionales (7)

### Victorias del European Tour (2)
| N.º | Fecha                 | Torneo                    | Puntuación ganadora   | Margen de victoria | Subcampeón                                         |
| --- | --------------------- | ------------------------- | --------------------- | ------------------ | -------------------------------------------------- |
| 1   | 29 de junio de 2014   | Abierto Internacional BMW | −19 (72-67-65-65=269) | Playoff            | Rafa Cabrera-Bello, Grégory Havret, Henrik Stenson |
| 2   | 12 de febrero de 2017 | Campeonato de Maybank 1   | −19 (70-69-67-63=269) | 1 golpe            | David Lipsky                                       |

1 Co-sancionado por el Asian Tour
Récord de playoffs del European Tour (1-0)
| N.º | Año  | Torneo                    | Oponentes                                           | Resultado |
| --- | ---- | ------------------------- | --------------------------------------------------- | --- |
| 1   | 2014 | Abierto Internacional BMW | Rafa Cabrera-Bello, Gregorio Havret, Henrik Stenson | Ganó con par en el quinto hoyo extra Cabrera-Bello eliminado por par en el cuarto hoyo Havret eliminado por birdie en el segundo hoyo |

### Victorias en el Challenge Tour (1)
| N.º | Fecha                                    | Torneo             | Puntuación ganadora  | Margen de victoria | Subcampeón     |
| --- | ---------------------------------------- | ------------------ | -------------------- | ------------------ | -------------- |
| 1   | 10 de diciembre de 2006 (Temporada 2007) | Abierto Mexicano 1 | −9 (74-67-69-65=275) | 1 golpe            | Daniel de León |

1 Co-sancionado por el Tour de las Américas

### Victorias del Tour de las Américas (2)
| N.º | Fecha                   | Torneo                       | Puntuación ganadora   | Margen de victoria | Subcampeón      |
| --- | ----------------------- | ---------------------------- | --------------------- | ------------------ | --------------- |
| 1   | 10 de diciembre de 2006 | Abierto Mexicano Corona 1    | −9 (74-67-69-65=275)  | 1 golpe            | Daniel de León  |
| 2   | 6 de noviembre de 2011  | Carlos Franco Invitacional 2 | −14 (67-67-65-71=270) | 6 golpes           | Leandro Marelli |

1 Co-sancionado por el Challenge Tour 

2 Co-sancionados por el TPG Tour

### Victorias de la Developmental Series del PGA Tour Latinoamérica (1)
| N.º | Fecha                | Torneo                        | Puntuación ganadora   | Margen de victoria | Subcampeón   |
| --- | -------------------- | ----------------------------- | --------------------- | ------------------ | ------------ |
| 1   | 16 de agosto de 2015 | Abierto del Paraguay Copa NEC | −26 (64-66-68-64=262) | 12 golpes          | Julio Zapata |

### Otras victorias (1)
| N.º | Fecha                | Torneo               | Puntuación ganadora   | Margen de victoria | Subcampeones              |
| --- | -------------------- | -------------------- | --------------------- | ------------------ | ------------------------- |
| 1   | 11 de agosto de 2019 | Juegos Panamericanos | −15 (64-67-68-70=269) | Playoff            | Mito Pereira, José Toledo |

Otro récord de playoffs (1-0)
| N.º | Año  | Torneo               | Oponentes                 | Resultado                               |
| --- | ---- | -------------------- | ------------------------- | --------------------------------------- |
| 1   | 2019 | Juegos Panamericanos | Mito Pereira, José Toledo | Ganó con birdie en el primer hoyo extra |

## Resultados en grandes campeonatos

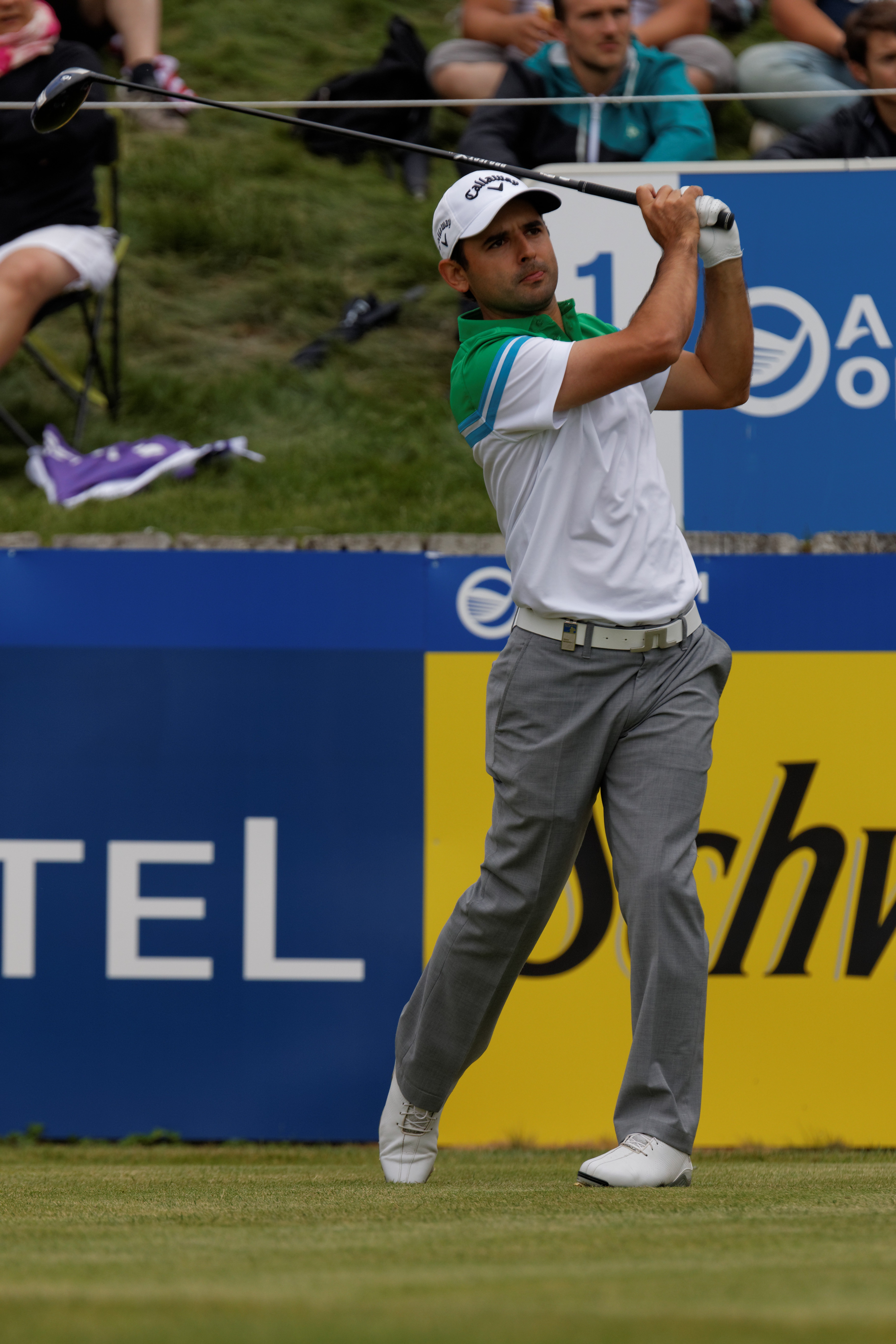
Fabrizio Zanotti

Resultados no en orden cronológico en 2020.
| Torneo                    | 2014 | 2015 | 2016 | 2017 | 2018 | 2019 | 2020 | 2021 | 2022 |
| ------------------------- | ---- | ---- | ---- | ---- | ---- | ---- | ---- | ---- | ---- |
| Masters de Augusta        |      |      |      |      |      |      |      |      |      |
| Abierto de Estados Unidos |      |      |      |      |      |      |      |      |      |
| Abierto Británico         |      |      |      | CUT  | CUT  |      | NT   |      | CUT  |
| Campeonato de la PGA      | T46  |      |      | CUT  |      |      |      |      |      |

     No jugó
CUT= omitió el corte a mitad de camino
"T" indica empate por un lugar
NT= No hubo torneo debido a la pandemia de COVID-19

## Resultados en los Campeonatos Mundiales de Golf
Resultados no en orden cronológico antes de 2015.
| Torneo       | 2014 | 2015 | 2016 | 2017 |
| ------------ | ---- | ---- | ---- | ---- |
| Championship |      |      |      | T12  |
| Match Play   |      |      |      |      |
| Invitational | T26  |      |      | T50  |
| Champions    |      |      |      | T50  |

     No jugó
"T"= Empate

## Apariciones en equipo
Amateur
- Trofeo Eisenhower (representando a Paraguay): 2000, 2002

Profesional
- Copa Mundial de Golf (representando a Paraguay): 2007